# ウルフチャント
ウルフチャント (Wolfchant)は、ドイツ・ザンクト・オスヴァルト＝リートルヒュッテ出身のペイガンメタルバンド。2003年結成。

## 略歴
2003年に、マリオ・"ロキ"・ムーギンガー (Vo、B)、その兄弟・ゴーント (Rhythm G) と、マリオ・"スコール"・リーブ (Lead G)、ダニエル・"ノルガード"・リーブ (Ds)のリーブ兄弟を中心に結成。2003年から2004年の間にデモテープを録音し、2004年春に1stデモ『The Fangs of the Southern Death』をリリースした。同年秋には2ndデモテープ『The Herjan Trilogy』をリリースしている。これらのデモは、ザンクト・オスヴァルト＝リートルヒュッテにあるサザン・デス・カルト・スタジオで自主録音され、自主リリースされた。
2005年5月、リヒャルト・"デアモルフ"・スードナー (Rhythm G)が加入。これに伴って、ゴーントがベースに転向し、ロキはボーカル専任となった。バンドは2005年1月から1stアルバム『Bloody Tales of Disgraced Lands』の録音に入っており、7月まで続いた。2005年8月にオーストリアのCCPレコードと契約を結び、11月25日に1stアルバムをリリースした。
2006年12月頃から2ndアルバムのレコーディングに入る。2007年にベーシストのゴーントが脱退した。これに伴い、フェストゥン・ニーベルブルクのナトゥルフ (B)がライヴサポートとして参加することになったが、結果的に正式メンバーとなっている。2007年4月6日に、2ndアルバム『A Pagan Storm』がリリースされた。
2008年5月にナトゥルフが脱退し、バーズナー (B)が加入。2009年初めにCCPレコードとの契約が切れ、アプシュタットのマサカー・レコードに移籍した。同年4月24日に3rdアルバム『Determined Damnation』をリリースした。また、同年よりキーボーディストのグヴェルン (Key)が加入している。
2010年8月にデアモルフがアメリカ合衆国への留学を理由に脱退した。代わりのギタリストにラグナー (Rhythm G)が加入した。更に同年10月には、クリーンボーカリストのミヒャエル・"ノートヴィン"・ザイフェルト (Clean Vo)が加入した。
2011年2月25日に4thアルバム『Call of the Black Winds』をリリースした。同年5月、ベーシストのバーズナーが内部的な問題から脱退した。代わりに、ヴィクトル・ザロルフ (B)がセッション参加した。
オーストリアのノイズアート・レコードに移籍して、2013年に5thアルバム『Embraced by Fire』をリリースした。同アルバムの初回限定盤には、1stアルバムのリレコーディング盤がカップリングされた。エイルストーム、アルコナ、Ex Deo、ザイアフィング、Bornholm、カルマやVargと共に、ペイガンフェストに参加した。
2014年8月、ラグナー、グヴェルン、ザロルフが脱退した。2015年4月までに、エディ・"ゴートリム"・グロス (Rhythm G)、サートリウス (B)が加入した。キーボーディストは加入しなかった。
2015年10月に6thアルバムのレコーディング完了が発表され、2017年にウルフ・メタル・レコードから『Bloodwinter』のタイトルでリリースされた。
2016年にオリジナルメンバーであるノルガードが脱退し、トーマス・"ラグ"・シュミット (Ds)が加入した。脱退の理由は、個人的な原因と職業上の理由による。ラグは、元々ノルガードの代わりにライヴにセッション参加していた。
2017年7月2日、ギタリストのゴートリムが前日に肺癌により死去した事が発表された。2018年10月末、プライベートと健康上の問題を理由に活動を停止することが発表された。当初は解散とも解釈されていたが、2019年4月にバンドが解散していないことと、健康上の理由で2019年もライヴ活動が出来ない旨が発表された。同年10月には、新アルバムのための楽曲作成を行っていることが公表され、2020年4月にバイエルン州リヒテンフェルスで開催されるラグナロク・フェスティバル2020 (Ragnarök Festival 2020)に出演し、ライヴ活動も再開することが発表された。2020年2月には、新アルバムのレコーディングが完了したことが公表され、3月にはゴートリムの後任としてゾディアック・アスで活動する、ヨーゼフ・"ゼーブ"・アルトマン (G)が加入していたことが発表された。なお、ゼーブはゴートリム死去後のライヴでもウルフチャントにサポートギタリストとして参加していた。更に、それから数日後にはドラマーとしてゴースト (Ds)が加入していたことも発表された。ゴーストは新アルバムの作曲から既に参加していたとのことである。ゴースト加入発表の翌々日に、全ラインナップが発表され、ベーシストのサートリウスが脱退していたことも公表された。2021年にリーパー・エンタテインメントより7thアルバム『Omega : Bestia』をリリース。

## 音楽性
ウルフチャントの音楽スタイルは、デスメタルを基礎としたペイガンメタルであった。しかし時間を経るとと共に、民族楽器やメロディーの比重が大きくなっていった。例えば、2ndアルバム『A Pagan Storm』からは、口琴、バグパイプ、そしてキーボードの様な楽器も導入されるようになり、合唱も大きく取り入れられるようになった。
初期の楽曲の歌詞のテーマは、主に北欧神話における伝説や物語を扱っていた。3rdアルバム『Determined Damnation』から歌詞のテーマが変化し始め、教会やマスメディアの情報操作を主題に据えた。4thアルバム『Call of the Black Winds』では、とりわけ、自然神秘主義的視点からの人類による自然破壊の増加といった、自然に関連したテーマを主題に据えていた。4thアルバムのタイトルは、文字通りに受け取られるべきものではなく、「黒き風の呼び声、破壊的な風」と解釈されるべきである。歌詞については、英語とドイツ語がそれぞれ使われている。

## メンバー

### 現メンバー
- マリオ・"ロキ"・ムーギンガー (Mario "Lokhi" Möginger) - ボーカル (2003 - 2018, 2019 - )
ハーシュボーカルを担当。2003年から2005年までベースも兼任していた。
- ミヒャエル・"ノートヴィン"・ザイフェルト (Michael "Nortwin" Seifert) - ボーカル (2010 - 2018, 2019 - )
クリーンボーカルを担当。
リベリオン、サイロン、ブラック・デスティニーでも活動。
- マリオ・"スコール"・リーブ (Mario "Skaahl" Liebl) - リードギター (2003 - 2018, 2019 - )
ノートガードでも活動。
- ヨーゼフ・"ゼーブ"・アルトマン (Josef "Seehb" Altmann) - リズムギター (2019 - )
ゾディアック・アスでも活動。
- ゴースト (Ghust) - ドラムス (2019 - )

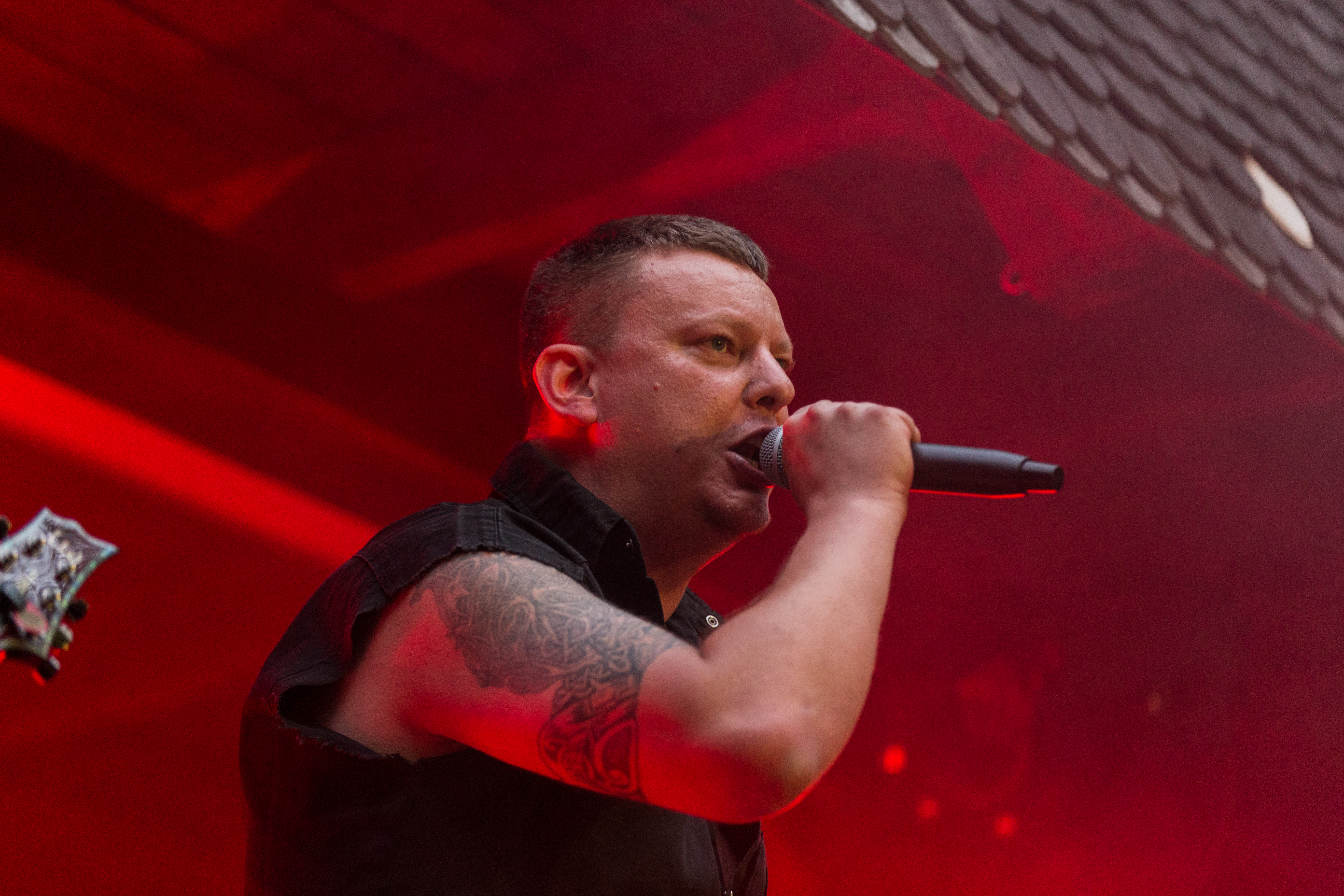
マリオ・"ロキ"・ムーギンガー(Vo) 2017年
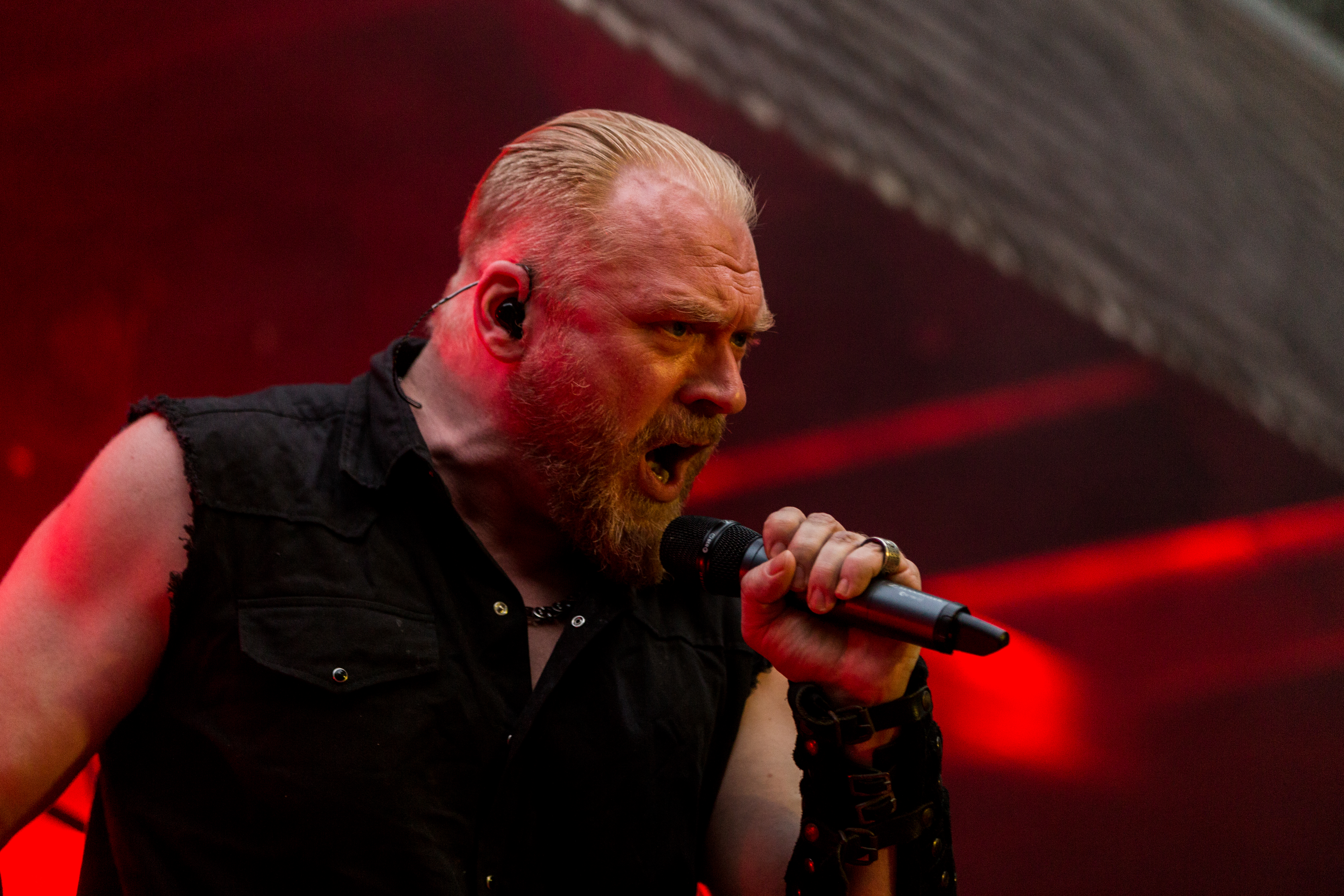
ミヒャエル・"ノートヴィン"・ザイフェルト(Vo) 2017年
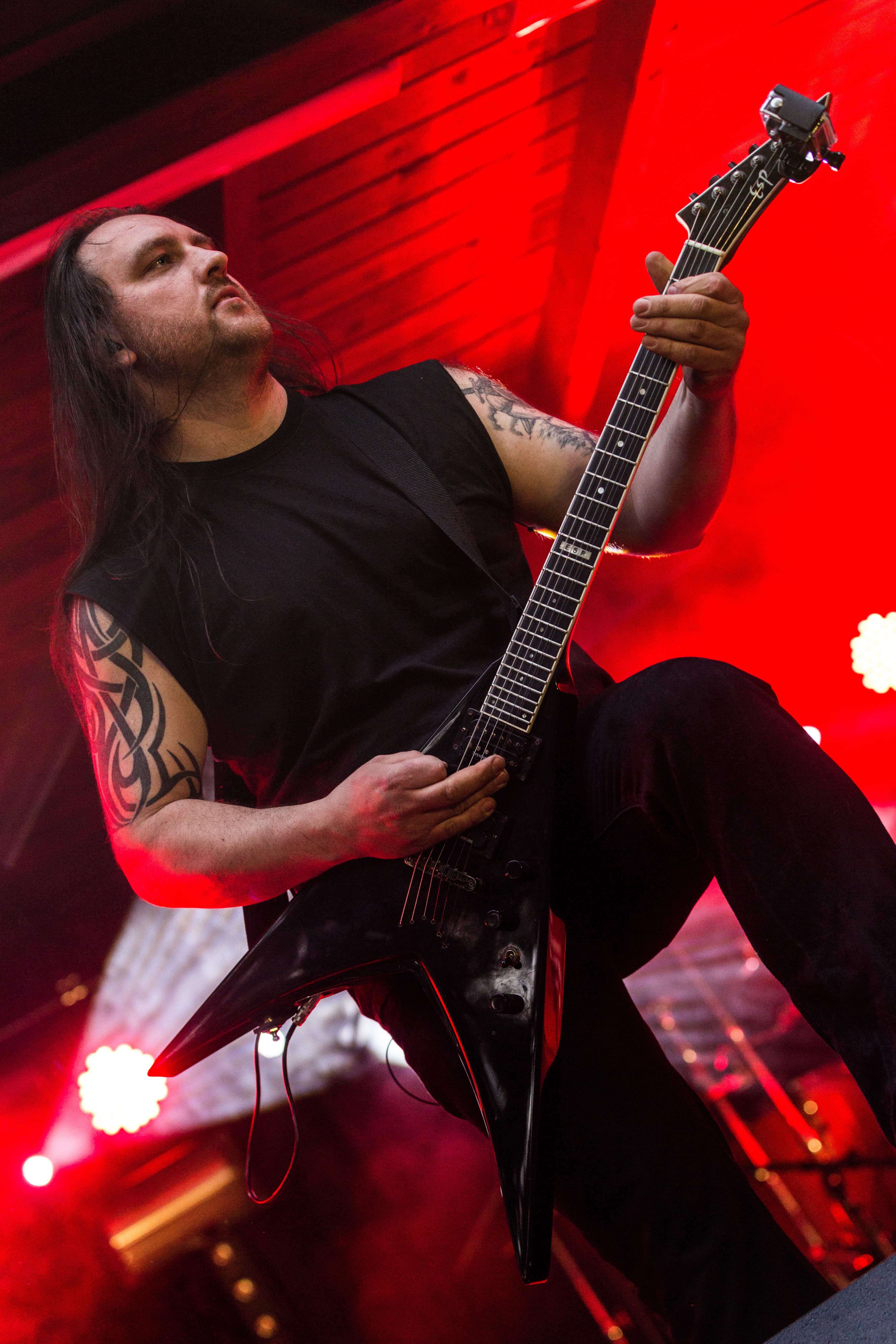
マリオ・"スコール"・リーブ(G) 2017年

### 旧メンバー

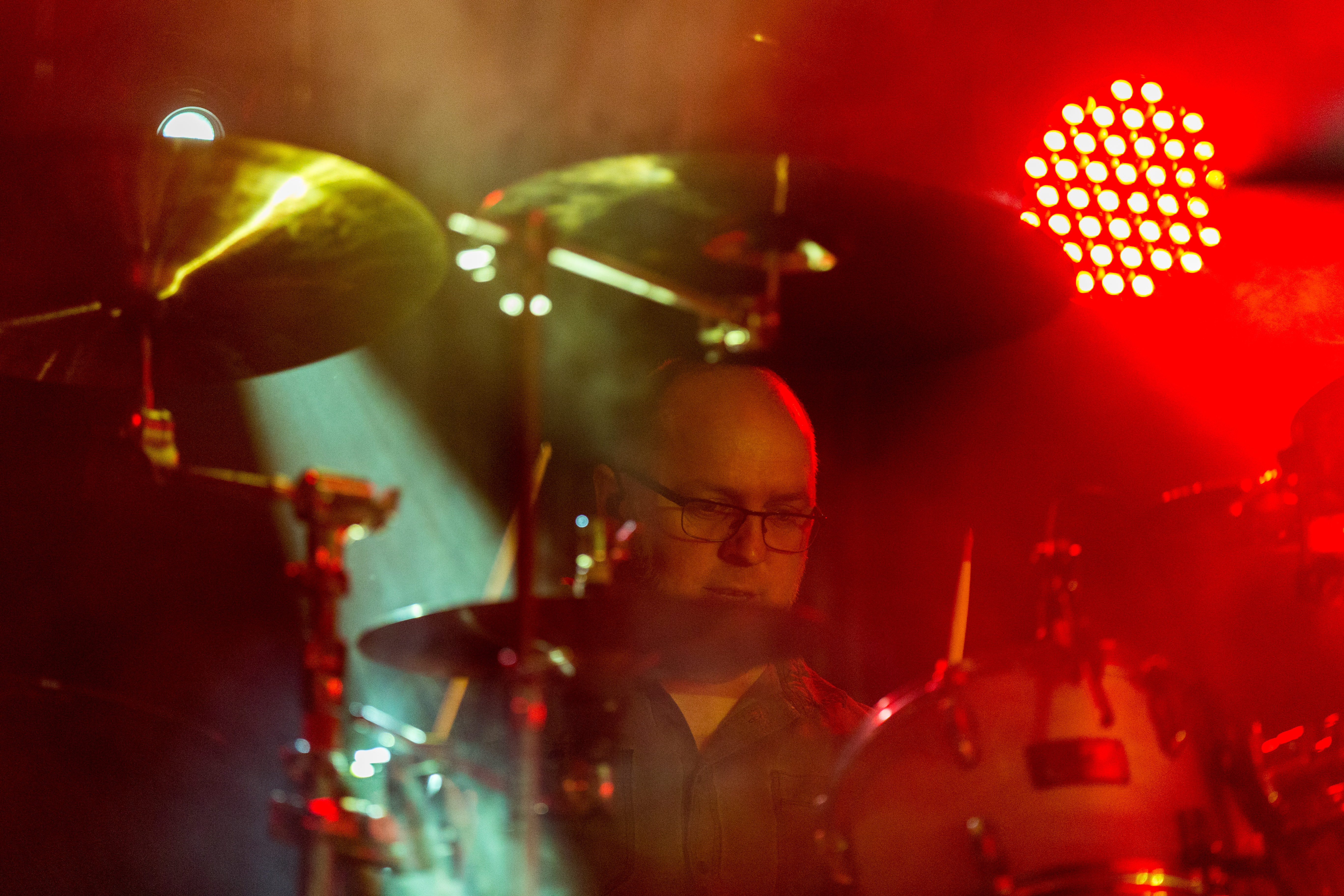
トーマス・"ラグ"・シュミット(Ds) 2017年

- リヒャルト・"デアモルフ"・スードナー (Richard "Derrmorh" Söldner) - リズムギター (2005 - 2010)
- ラグナー (Ragnar) - リズムギター (2010 - 2015)
エクリブリウム、ノートガードでも活動。
- エディ・"ゴートリム"・グロス (Eddy "Gorthrim" Groß) - リズムギター (2015 - 2017)
在籍中の2017年7月1日に肺癌により逝去。
- ゴーント (Gaahnt) - ベース (2003 - 2007)
2003年から2005年までは、リズムギター担当。
- ナトゥルフ (Nattulv) - ベース (2007 - 2008)

フェストゥン・ニーベルブルクでも活動。
- バーズナー (Bahznar) - ベース (2008 - 2011)
- ヴィクトル・ザロルフ (Viktor Sarolv) - ベース (2011 - 2014)
ノートガードでも活動。
- サートリウス (Sertorius) - ベース (2015 - 2018)
インペリアスでも活動。
- グヴェルン (Gvern) - キーボード (2009 - 2014)

エターナル・パッションでも活動。
- ダニエル・"ノルガード"・リーブ (Daniel "Norgahd" Liebl) - ドラムス、キーボード、アコーディオン、リコーダー、バッキングボーカル (2003 - 2016)
- トーマス・"ラグ"・シュミット (Thomas "Lug" Schmidt) - ドラムス (2016 - 2018)
ゾディアック・アス、アンダーグラウンド・グルーヴ・フロントでも活動。

## ディスコグラフィー

### アルバム
- 2005: Bloody Tales of Disgraced Lands (CCPレコード)
- 2007: A Pagan Storm (CCPレコード)
- 2009: Determined Damnation (マサカー・レコード)
- 2011: Call of the Black Winds (マサカー・レコード)
- 2013: Embraced by Fire (ノイズアート・レコード)
- 2017: Bloodwinter (ウルフ・メタル・レコード)

### デモ
- 2004: The Fangs of the Southern Death
- 2004: The Herjan Trilogy